# Mira-veranderlijke

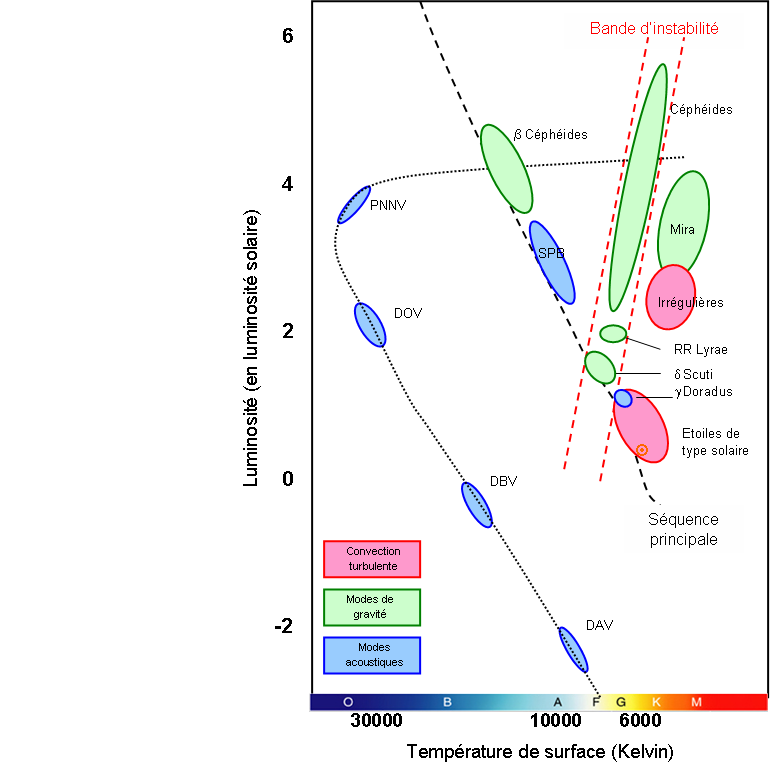
De locatie van Mira-veranderlijken in het Hertzsprung-Russelldiagram.

Mira-veranderlijken of Mira-variabelen zijn pulserende variabele sterren met een regelmatige periode tussen 80 en 1000 dagen. Ze hebben een rode kleur (een laat type spectrum). Hun amplitude is tussen 2,5 en 11 magnituden
in het zichtbare licht (een factor 10 tot 1000). De bolometrische magnitude verandert slechts met een factor 2 tot 3
omdat in het nabij infrarood de variatie minder dan 2,5 magnituden is. Het zijn rode reuzen in een laat stadium van hun evolutie (op de asymptotische reuzentak in het Hertzsprung-Russelldiagram). Ze zullen binnen enkele miljoenen jaren hun circumstellaire schil afstoten als planetaire nevel en dan een witte dwerg worden.
Deze soort variabele ster is genoemd naar Mira in het sterrenbeeld Walvis.
Mira-veranderlijken horen samen met de halfregelmatig veranderlijke sterren tot de langperiodiek veranderlijke sterren.
Mira-veranderlijken zijn wegens hun grote veranderingen in helderheid populair onder amateur astronomen die geïnteresseerd zijn in waarnemingen van variabele sterren. Sommige Mira-variabelen (waaronder Mira zelf) hebben betrouwbare 
waarnemingen over een tijdperk veel langer dan een eeuw.

## Spectrum
De spectraalklassen van Mira-variabelen is Me, Se of Ce. De letter 'e' wil zeggen dat hun spectra emissielijnen vertonen.
De meeste Mira-variabelen hebben de spectraalklasse M, met TiO-banden in het spectrum. Slechts een klein deel heeft 
spectraalklasse C (koolstofsterren) of spectraalklasse S (met ZrO-banden). De spectraalklasse van deze
sterren wordt bepaald door de relatieve zuurstof/koolstof-verhouding. Wanneer er minder zuurstof dan koolstof in de atmosfeer van de 
ster is, wordt alle zuurstof gebonden in koolstofmonoxide (CO) en de resterende koolstof is zichtbaar in de koolstofbanden in 
het spectrum van de C-sterren. Wanneer er meer zuurstof dan koolstof in de steratmosfeer is wordt alle koolstof gebonden in CO, wat niet zichtbaar is in het optische spectrum. De resterende zuurstof vormt titaniumoxide. Bij S sterren is waarschijnlijk evenveel zuurstof en koolstof aanwezig.
Onafhankelijk van het spectraaltype vertonen Mira-variabelen emissielijnen van waterstof en soms van andere
elementen. Deze emissielijnen worden veroorzaakt door schokgolven die door de uitgebreide atmosfeer van de rode
reuzen bewegen.

## Lichtkromme

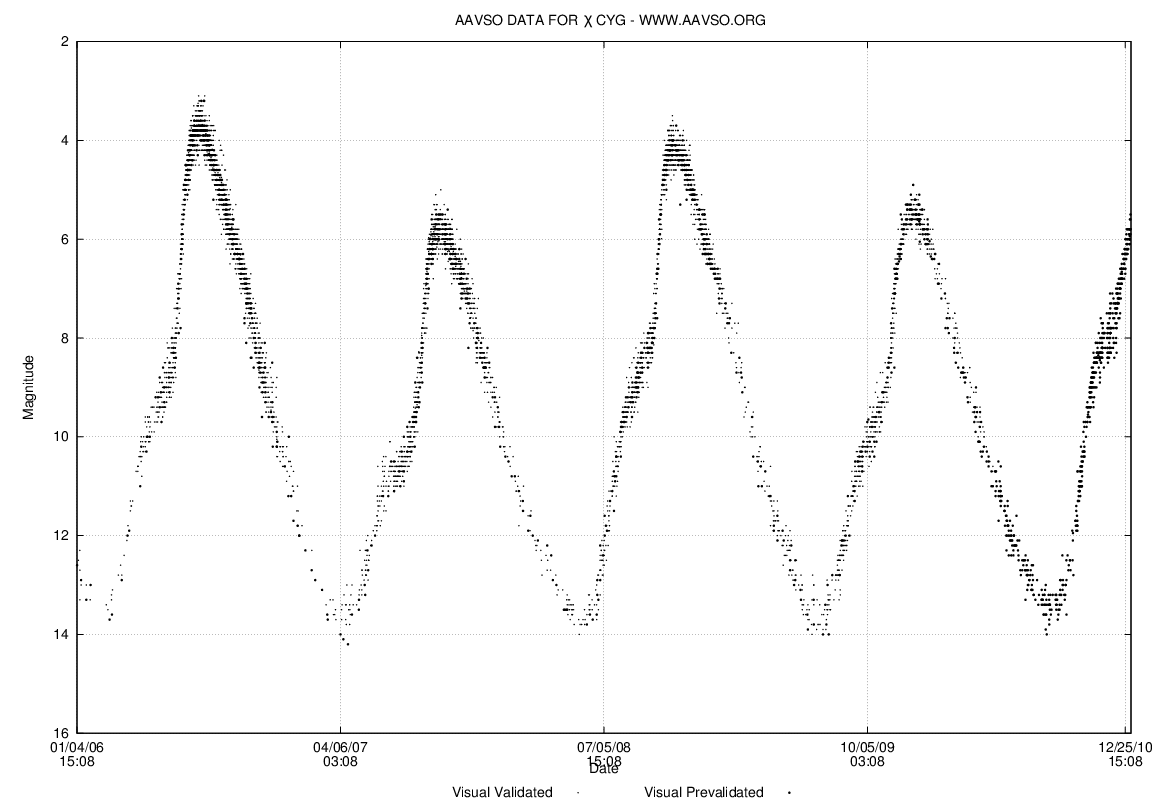
de lichtkromme van Chi Cygni

De lichtkrommen van Mira-variabelen zijn in eerste benadering sinusoïdaal. In tegenstelling tot de Cepheïden variëren de lichtkrommen van cyclus tot cyclus. Er is geen verband tussen de gemiddelde lichtkromme en stellaire parameters. Daarnaast vertonen enkele Mira sterren willekeurig verdeelde helderheidsveranderingen, die waarschijnlijk door absorptie van straling door stofdeeltjes in de steratmosfeer veroorzaakt worden.

## Eigenschappen
Mira-variabelen zijn sterren met een massa tussen 0,6 en ongeveer 3 zonnemassa's, maar ze kunnen een lichtkracht hebben van duizenden malen die van de zon door hun grote schil. Ze bevinden zich op de asymptotische reuzentak en hebben een dichte kern uit koolstof binnen een schil waarin helium verbrand door het triple-alfaproces. Buiten deze schil is een dunne waterstofrijke laag waar slechts af en toe waterstof verbrand wordt (door de proton-protoncyclus). Deze sterren hebben een leeftijd tussen 3 en 10 miljard jaar. De duur van het Mira-stadium is ongeveer een miljoen jaar. Voor het Mira-stadium waren de sterren halfregelmatige veranderlijken. Later ontwikkelen ze zich tot protoplanetaire nevels en de ster beweegt zich naar links in het Herzsprung-Russelldiagram.
Hoewel de meeste Mira-variabelen vele eigenschappen delen in gedrag en structuur, zijn ze een heterogene klasse van variabelen door verschillen in leeftijd, massa, pulsatiemodus, en chemische samenstelling. Koolstofsterren zoals R Leporis (Hind's Crimson Star) hebben bijvoorbeeld een optisch spectrum dat gedomineerd wordt door koolstof, hetgeen suggereert dat materiaal vanuit de kern van de ster naar het oppervlak is gestroomd. Dit materiaal vormt vaak een stoflaag rond de ster, die bijdraagt tot het periodieke helderder en zwakker worden van de ster.
Gerelateerd aan Mira-variabelen zijn de OH/IR-sterren, die volledig in stofschillen verborgen zijn en een nog grotere massaverlies door hun sterrenwind vertonen. Beide soorten sterren zijn vaak astronomische maserbronnen (OH-, SiO- en/of H2O-masers worden hier gevonden).

## Periode
De periode van Mira-variabelen varieert tussen 80 en 1000 dagen. Daarbij is de periode omgekeerd evenredig met de effectieve temperatuur (ze neemt dus toe met afnemende temperatuur). De periode is in eerste benadering alleen afhankelijk van straal en effectieve temperatuur van de ster. Daardoor kan een periode-lichtkracht-relatie (zoals bij de Cepheïden) afgeleid worden. Voor de K-band in het nabije infrarood geldt
{\displaystyle M=-3,5\cdot \log(P)+1,0}
De meeste Mira-variabelen vertonen kleinere veranderingen in periode van cyclus tot cyclus (tot ongeveer 5% van de lengte van de periode), waarschijnlijk veroorzaakt door niet-lineaire effecten in de circumstellaire schil, waaronder afwijkingen van sferische symmetrie.
Een klein deel van de Mira-variabelen (zoals R Aql, T UMi, R Hya, BH Cru en W Dra) lijkt een variatie te vertonen in hun pulsatieperiode. De periode neemt toe of af tot een factor 3 over een tijdinterval van enkele tientallen jaren tot een paar eeuwen. Er wordt gedacht dat dit veroorzaakt wordt door thermische pulsen, wanneer een schil met helium bij de kern van de ster voor korte tijd heet en dicht genoeg wordt voor kernfusie. Dit verandert de structuur van de ster, hetgeen zich manifesteert als een verandering in periode. Er is voorspeld dat dit bij alle Mira-variabelen gebeurt, maar de relatief korte duur van thermische pulsen (een paar duizend jaar) vergeleken met de duur van het verblijf van de ster op de asymptotische reuzentak (een paar miljoen jaar) betekent dat men dit verschijnsel slechts in enkele (zoals R Hydrae) van de paar duizend bekende Mira-variabelen waarneemt.

## Oorzaak van de pulsaties

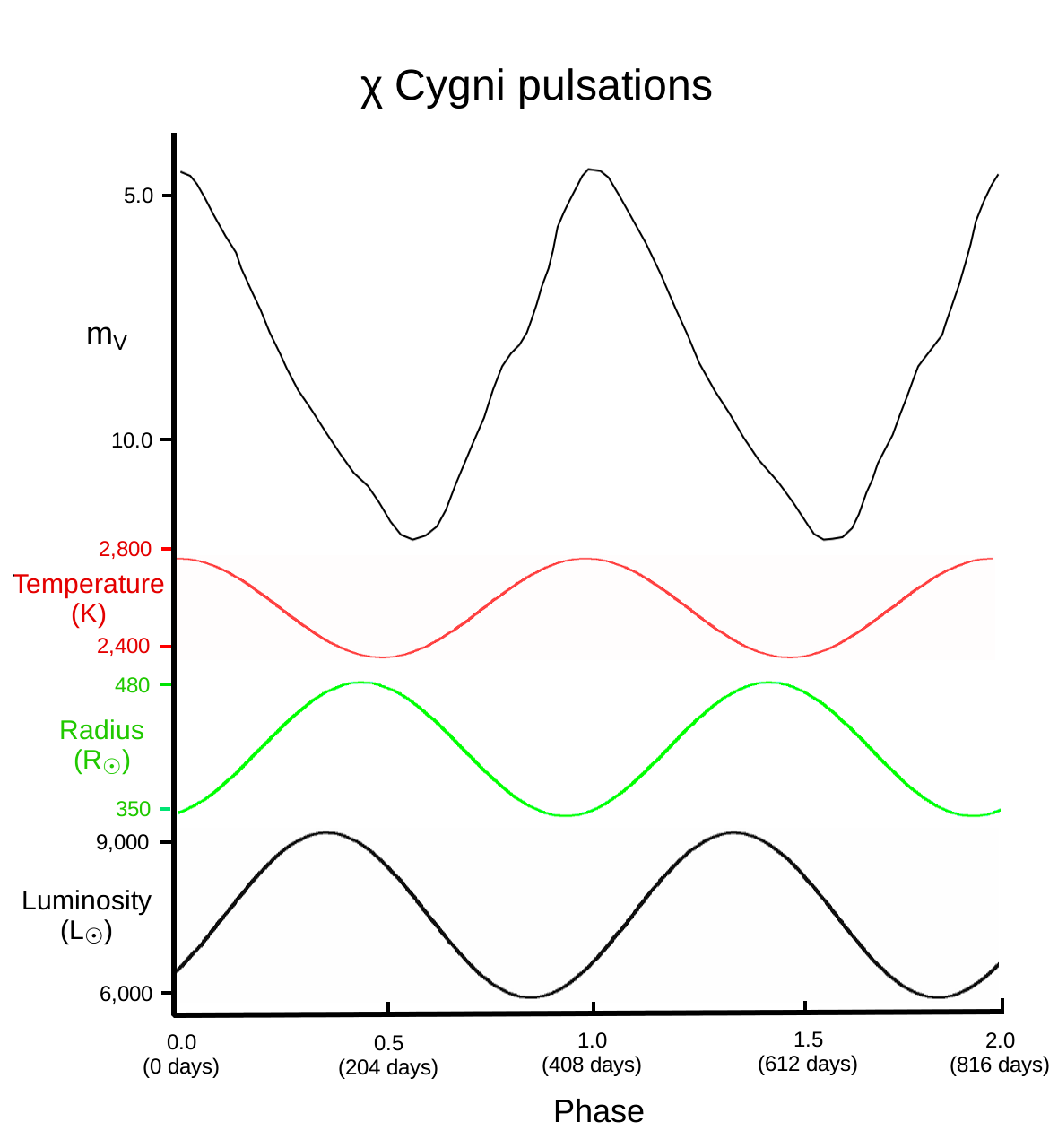
De veranderingen van Chi Cygni in magnitude, straal, effectieve temperatuur en lichtkracht

Mira-sterren pulseren doordat de hele ster expandeert en samentrekt. Dit veroorzaakt een verandering in effectieve temperatuur en straal en beide veroorzaken de verandering in lichtkracht. De pulsatieperiode is een functie van de massa en straal van de ster. Vroegere modellen namen - om de computermodellen eenvoudig te houden - aan dat de ster sferisch symmetrisch blijft gedurende dit proces. Een studie uit 2006 van Mira-variabelen vond dat 75% van de onderzochte sterren die met het Infrared Optical Telescope Array ruimtelijk opgelost konden worden niet sferisch symmetrisch waren, een resultaat dat consistent is met eerdere beelden van individuele Mira-variabelen.
De pulsaties in Mira-sterren worden net als bij Cepheïden veroorzaakt door het kappa-mechanisme, waarbij de tijdelijke energieopslag in tegenstelling tot de Cepheïden niet komt door de ionisatie van helium, maar door die van waterstof. Dit mechanisme veroorzaakt schokgolven die door de steratmosfeer lopen met een snelheid tot 10 km/s. Door de uitgebreidheid van die atmosfeer hebben de schokgolf tot enkele honderden dagen nodig om door die atmosfeer te lopen. De kleinere amplitude van de helderheid in het infrarode gebied wordt door twee effecten versterkt:
De pulsaties in Mira-sterren worden net als bij Cepheïden veroorzaakt door het kappa-mechanisme, waarbij de tijdelijke energieopslag in tegenstelling tot de Cepheïden niet komt door de ionisatie van helium, maar door die van waterstof. Dit mechanisme veroorzaakt schokgolven die door de steratmosfeer lopen met een snelheid tot 10 km/s. Door de uitgebreidheid van die atmosfeer hebben de schokgolf tot enkele honderden dagen nodig om door die atmosfeer te lopen. De kleinere amplitude van de helderheid in het infrarode gebied wordt door twee effecten versterkt:
minimum tot 99% van de energie in het infrarood uitgestraald wordt
- Bij lagere temperatuur absorberen moleculaire banden van bijvoorbeeld titanium(II)oxide in de buitenste lagen van de atmosfeer de straling van de ster, die dan in het infrarood uitgestraald wordt

De schokgolven vervoeren materie naar de buitenste lagen van de atmosfeer van de rode reuzen. Daar vindt condensatie van stofdeeltjes plaats die door stralingsdruk versneld worden. Dit leidt tot een massaverlies (sterrenwind) tot 10−8 zonnemassa's per jaar. Het stof wordt waargenomen in het infrarood als silicaten, siliciumcarbide en als roet. Zo zijn Mira-sterren zijn een belangrijke bron van zwaardere elementen in het interstellair medium.